# 光西寺
光西寺（こうさいじ）は、広島県三次市にある仏教寺院。浄土真宗本願寺派の末寺である。山号は大室山（おおむろざん）。

## 概要
光西寺は通称であり、正式名称は大室山光西寺。宗教法人としての名称は本願寺である。歴史は長く、安土桃山時代から寺院があるとも言われている。
現在、15代目の住職が寺院を護持している。

## 地理
広島県三次市の北部にある布野という地域である。
人口割合は65歳以上の高齢者が多く、子どもは少ない（いわゆる過疎化）。
地域を支える文化としての主軸は農業である。

## 法要
2019年時点で、年に8回程行っている。参拝者がほとんど高齢者であり、人数が少ない。そこで、少し有名なベテランの布教使を招いて法要を行っている。
2019年8月にFacebookの公式アカウントを作成した。

## 文化財
- 如意輪観音像 - 1752年（宝暦2年）に作られたもので、2004年（平成16年）3月3日に三次市指定文化財に指定[1]。